# Rue du Docteur-Edmond-Locard
La rue du Docteur-Edmond-Locard est une rue du 5e arrondissement de Lyon, dans le quartier du Point du Jour. 

## Situation
La voie est située entre l'avenue du Point-du-Jour et la rue des Aqueducs.

## Origine du nom
Anciennement chemin des Massues, elle est nommée le 9 juin 1969 du nom du docteur Edmond Locard (1877-1966), qui avait travaillé dans cet arrondissement et était décédé quelques années plus tôt.

## Lieux notables
- Au 18 est située la Délégation Auvergne-Rhône-Alpes du CNFPT (Centre National de la Fonction Publique Territoriale).